# Азара
Аза́ра, або Асара (ісп. Azara) — аргентинське місто у провінції Місьйонес, департамент Апостолес. 
Розташоване за 6 км від м. Апостолес. Площа 230 км². Населення 2 412 осіб (2001). Назване на честь іспанського мандрівника та науковця Фелікса де Азара, який вивчав аргентинську Месопотамію.

## Історія заснування
У XVII ст. у місцевості, де зараз знаходиться Азара, була єзуїтська місія Сан-Антоніо та тваринницька ферма. Пізніше місія була покинута і розграбована бандейрантами.
1800 року було зроблено нову спробу колонізувати місцевість, але через війну Іспанії з Португалією віце-король Ріо-де-ла-Плата склав свої повноваження і намір не було реалізовано.
Під час Війни Потрійного альянсу у 1865-1870 роках у місцевості дислокувалися війська.
Азара один з осередків української діаспори в Аргентині. Перші згадки про українців, що поселилися в цій місцевості, датуються 1897. Вони прибули з Галичини (Товмацький повіт, нині Тлумацький район Івано-Франківської області). Поселялися в Азарі також і польські іммігранти. Загалом у 1897 році приїхали 14 сімей (120 осіб). 
За відсутності вільних земель у цій місцевості уряд вирішив створити для новоприбулих населений пункт, який отримав офіційну назву «Азара» згідно з постановою від 21 липня 1901 року. 
1901 року до Азари прибули ще 138 сімей родичів перших поселенців. У липні 1902 до Апостолеса приїхала велика група українських та польських іммігрантів із Західної України (близько 1 600 осіб). Разом з поляками прибули католицькі священики, що організували в кожній парафії при костелі польські клуби й школи і намагалися асимілювати українців, навернути їх до польської культури і католицької релігії. Частково це вдалося.
1908 з Бразилії до Апостолеса приїхав перший український священник о. К. Бжуховський. Того ж року він відвідав Азару, і заохотив українців збудувати власну церкву. Будівництво було закінчено за діяльності отця Я. Карп'юка, який у 1909-11 працював у Апостолесі й Азарі. Першу месу у церкві відслужили на початку грудня 1910 року.
1912 до Азари прибув отець Е. Ананевич, який заснував першу Азараську українську організацію — Братство святого Йосафата, а наступного року українську школу. 
Нині українські поселенці Азари займаються переважно сільським господарством і ремісництвом. Окремі з них працюють учителями мололодших і середніх шкіл. Більшість населення Азари досить добре розуміє українську мову. 1991 мером Азара був українець за походженням П. Глинянюк. Українські родини зберігають національні традиції, звичаї, вірування, релігійні обряди.
Зараз планується побудувати нову гідроелектростанцію Гарабі на річці Уругвай. Якщо проект буде реалізовано, Азара опиниться на дні водосховища.

## Природні умови
Азара знаходиться у зоні, розчищеній від лісів. На берегах річок є негусті і невисокі зарості дерев.
Ландшафт місцевості рівнинний, є заболочені місцевості і пагорби. Ґрунти червоноземні, придатні для скотарства, садівництва і вирощування чаю і мате.

## Транспорт
Місто Азара має такі шляхи сполучення:
- провінційна автотраса № 1, яка поєднує Азару з Апостолесом на півночі і Рінконом-де-Азара на півдні
- провінційна автотраса № 2, яка поєднує Азару з містами Трес-Капонес і Консепсьйон-де-ла-Сьєрра на сході та Гарручос і Санто-Томе на південному заході